# Ramon IV de Tolosa
Ramon IV de Tolosa   (Tolosa, c. dècada del 1040 - Mont Pelegrí, 22 de juny de 1105) dit Ramon de Sant Gèli, comte de Tolosa, comte de Trípoli (Ramon I), comte de Roergue, comte de Nimes (Ramon II), comte d'Albi, comte de Carcí i comte de Narbona (Ramon II).

## Biografia
És fill del comte de Tolosa Ponç III i d'Almodis de la Marca, de qui rebé el comtat de Sant Gèli, que tenia com a esponsalici. Succeí a Tolosa i Albigès el seu germà Guillem, que li ven el comtat.
Segons la genealogia tradicional dels comtes de Tolosa, feta pels benedictins Devic i Vaissette en la Histoire générale de Languedoc, seria Ramon IV, però estudis crítics han establert que dos comtes de nom Ramon haurien estat omesos, per tant aleshores seria Ramon VI.

## Excomunió
A final de la dècada dels 1070, va fer costat a l'arquebisbe d'Arlès Aicard contra el comte de Provença Bertran i el papa. El 1074, refusà respondre a la crida de Gregori VII per lluitar contra els normands del sud de la península Itàlica. Enfadat, el papa, el va castigar per això i el va excomunicar el 1076 amb pretext que el seu matrimoni era consanguini, cosa que va repetir el 1078. Aquestes excomunions foren desfetes el 1080, quan la primera esposa de Ramon va morir.
Es té constància que, l'any 1087, estava en el setge de Tolosa al costat del rei Sanç I d'Aragó i Pamplona.
El seu germà Guillem va morir el 1094 mentre estava de pelegrí a Jerusalem i, segons el testament de son pare, heretà els seus béns i els comtats de Tolosa, Albi, Agenais i Quercy. Poc després es va casar amb Elvira de Castella, que li va aportar un dot important. Amb totes aquestes adquisicions, va crear el comtat de Tolosa i en endavant va establir relacions cordials amb l'Església.

## Croades
Va ser dels primers a prendre la creu i acudir a la crida del papa Urbà II en el concili de Clermont. El 1096, va participar en la Primera Croada, després de deixar els seus estats al seu fill Bertran I. Sembla que era un dels més rics, ja que amb els seus diners contractà importants guerrers com: Jofré de Bouillon, per 10.000 sous d'or, Robert II de Normandia també per 10.000, Robert I de Flandes per 6.000. i Tancred d'Hauteville per 5.000. En fou una de les figures més destacades i d'intenció més noble; manà un dels quatre exèrcits, el que guanyà Constantinoble per via terrestre. Hi participà com a cap militar al costat del legat, cap espiritual i teòricament polític Ademar de Monteil.
Ramon de Sant Gèli se'n distingeix des del començament i va negar des de Constantinoble a prestar homenatge a l'emperador romà d'Orient Aleix I. Participà en el setge d'Antioquia, fins a la presa de Jerusalem. En la batalla d'Ascaló va perdre un ull. Disgustat amb els caps de la croada, es va estar tot l'any 1100 a Constantinoble. Va refusar la corona del Regne de Jerusalem, que li fou oferida, argumentant que no volia governar la ciutat on Jesús havia patit. Deia que s'estremia de pensar d'anomenar-se Rei de Jerusalem.
Tot seguit es proposà guanyar-se un feu a la Terra Santa i decidí conquerir l'emirat àrab de Trípoli. Després de lluitar durant la croada del 1101 en una batalla a Mersivan (Anatòlia), i ser derrotat contra els turcs, s'embarcà vers Síria, però fou fet presoner per Tancred d'Hauteville, que era llavors el regent del Principat d'Antioquia (durant la captivitat de Bohemon), el qual l'alliberà sota promesa de no efectuar conquestes en el territori entre Antioquia i Acre. Un cop obtinguda la llibertat, oblidà la seva promesa i el 21 d'abril del 1102 conquerí Tortosa. El 1103, feu construir una fortalesa, que anomenà Mont Pelegrí, alhora mantingué en setge la ciutat de Trípoli. El 28 d'abril conquerí la fortalesa de Gibelet. Morí el 1105 durant el setge al castell de Mont Pelegrí, que ell mateix havia fet construir, a prop de Trípoli. En el seu testament deixà el Comtat de Trípoli al seu fill primogènit, Bertran, i les possessions franceses a seu fill Alfons Jordà.
Raymond d'Aguiliers, un capellà de l'exèrcit de Ramon, va escriure segons el seu punt de vista la història de la primera croada.

## Núpcies i descendents
- Eldearda, cosina germana seva, que morí abans del 1089. Era filla de Folc Bertran I de Provença a Forcalquier, que li aportà en dot drets sobre la meitat d'aquest comtat. Se'n separà per parentesc. Tingueren el fill successor del comtat, Bertran.
- Mafalda de Sicília, el 1080.
- Elvira de Lleó, filla natural i il·legítima d'Alfons VI de Lleó, el 1094. El segueix a la croada i li dona un fill, batejat per això Alfons Jordà.